# New Brighton Tower FC
New Brighton Tower FC (celým názvem: New Brighton Tower Football Club) byl anglický fotbalový klub, který sídlil ve městě New Brighton (dnes součást hrabství Merseyside) v nemetropolitním hrabství Lancashire.. Založen byl v roce 1896 vlastníky městské turistické atrakce stejného jména. Do profesionální Football League přistoupil v roce 1898, přesněji do její nejnižší divize – Second Division. Vysoká finanční náročnost profesionálního fotbalu nakonec donutila vlastníky v roce 1901 k rozpuštění mužstva a následné likvidaci klubu. Klubové barvy byly růžová, bílá a černá.
Své domácí zápasy odehrával na stadionu Tower Athletic Ground s kapacitou 100 000 diváků.

## Historické názvy
Zdroj: 
- 1896 – New Brighton Tower FC (New Brighton Tower Football Club)
- 1901 – zánik

## Úspěchy v domácích pohárech
Zdroj: 
- FA Cup
  - 1. kolo: 1897/98, 1900/01

## Umístění v jednotlivých sezonách
Stručný přehled
Zdroj: 
- 1897–1898: Lancashire League
- 1898–1901: Football League Second Division

Jednotlivé ročníky
Zdroj: 
Legenda: Z - zápasy, V - výhry, R - remízy, P - porážky, VG - vstřelené góly, OG - obdržené góly, +/- - rozdíl skóre, B - body, červené podbarvení - sestup, zelené podbarvení - postup, fialové podbarvení - reorganizace, změna skupiny či soutěže
| Anglie (1897 – 1901) |                   |        |    |    |   |    |    |    |     |    |        |
| Sezóny               | Liga              | Úroveň | Z  | V  | R | P  | VG | OG | +/- | B  | Pozice |
| 1897/98              | Lancashire League | –      | 26 | 20 | 2 | 4  | 48 | 17 | +31 | 42 | 1.     |
| 1898/99              | Second Division   | 2      | 34 | 18 | 7 | 9  | 71 | 52 | +19 | 43 | 5.     |
| 1899/00              | Second Division   | 2      | 34 | 13 | 9 | 12 | 66 | 58 | +8  | 35 | 10.    |
| 1900/01              | Second Division   | 2      | 34 | 17 | 8 | 9  | 57 | 38 | +19 | 42 | 4.     |